# Zaraza (miasto)
Zaraza – miasto w Wenezueli, w stanie Guárico, siedziba gminy Pedro Zaraza.
Według danych szacunkowych na rok 2015 liczy 54 000 mieszkańców.